# Срединка
Срединка (болг. Срединка) — село в Болгарии. Находится в Кырджалийской области, входит в общину Кырджали. Население составляет 204 человека.

## Политическая ситуация
В местном кметстве Крайно-Село, в состав которого входит Срединка, должность кмета (старосты) исполняет Мехмед Мехмедали Фейзула (Движение за права и свободы (ДПС)) по результатам выборов правления кметства.
Кмет (мэр) общины Кырджали — Хасан Азис (Движение за права и свободы (ДПС)) по результатам выборов в правление общины.